# خوليو هرنانديز
خوليو هرنانديز (بالإسبانية: Julio Hernández)‏ هو منافس ألعاب قوى كولومبي، ولد في 20 أغسطس 1957.

## وصلات خارجية
- خوليو هرنانديز على موقع أوليمبيديا (الإنجليزية)